# Cistron
 (janvier 2021).
Si vous disposez d'ouvrages ou d'articles de référence ou si vous connaissez des sites web de qualité traitant du thème abordé ici, merci de compléter l'article en donnant les références utiles à sa vérifiabilité et en les liant à la section « Notes et références ».
Un cistron est la plus petite unité génétique de fonction — définie par le test cis-trans, qui est une application du test de complémentation — correspondant aux régions codantes et non codantes d'un gène. 
Ce terme est l'ancienne définition assez archaïque du gène mais lui est synonyme : un gène est un cistron ; cette définition contemporaine du gène comme étant une unité fonctionnelle est donc toujours d'actualité. Un segment d'ADN qui code un polypeptide est parfois appelé cistron, pourtant cela est désormais totalement faux car un gène ou cistron — pris dans son intégralité — ne code pas une chaîne polypeptidique ; si une partie du gène peut coder effectivement un polypeptide, on ne peut pas pour autant le réduire à ce polypeptide. Les gènes eucaryotes à la différence des procaryotes sont en morceaux car ils sont interrompus par des séquences qui ne codent pas le polypeptide, notamment des séquences régulatrices de l'expression du gène ; d'autres fonctions de ces séquences ne sont pas toujours très claires encore actuellement ; ces séquences font partie des introns. Anciennement, les biochimistes dans les années 1940 comme les chercheurs Edward Lawrie Tatum et George Beadle — avec leur hypothèse qu'un gène code une enzyme (une chaîne polypeptidique) — définissaient le gène comme codant un polypeptide. Néanmoins, des découvertes en génétique telles que les séquences non codantes, ont remis en cause ce raisonnement. En effet, les généticiens se sont rendu compte qu'on limitait le gène à sa partie codant un polypeptide ; d'ailleurs certains gènes transcrivent juste des ARN — qui ont des fonctions propres — ces derniers donc ne subissant pas l'étape supplémentaire de traduction pour donner des protéines donc des polypeptides. Un gène est une unité d'information donc un fragment d'ADN codant un produit fonctionnel.
Le terme a été inventé par des généticiens — lors de résultats de tests de complémentation chez les bactéries qui, par l'étude de mutations successives permet de déterminer les gènes voisins — notamment par le biologiste et généticien Seymour Benzer lors de ses travaux sur la nature linéaire des gènes, dans la deuxième moitié des années 1950. Ce néologisme dérive des termes cis et trans utilisés en génétique pour analyser les effets combinés de mutations. Deux mutations sont localisées en cis si elles sont portées sur la même molécule d'ADN (le même chromosome), elles sont localisées en trans si elles sont sur deux copies différentes de l'ADN (chacune sur un chromosome différent). En combinant ces mutations deux à deux, Benzer a mis en évidence que les mutations affectant la même unité fonctionnelle (un même gène) ne donnaient lieu qu'à des mécanismes de complémentation en cis, tandis que celles qui affectaient deux unités fonctionnelles distinctes pouvaient donner lieu à une complémentation en trans. C'est ainsi qu'il a montré que les gènes étaient linéaires et correspondaient à des portions continues de l'ADN.
La définition originale de Benzer affirme qu'un cistron correspond donc à « l'ensemble des sites de l'ADN qui peuvent donner lieu à des événements de complémentation en cis ».
Le terme de cistron se retrouve dans la terminologie monocistronique et polycistronique utilisée pour qualifier les ARN messagers. Un ARNm monocistronique ne code qu'une chaîne polypeptidique, c'est le cas des eucaryotes : la transcription se fait gène par gène ; un ARNm polycistronique en code plusieurs, principalement chez les procaryotes.